# Gerrit Faulhaber
Gerrit Henri Victor Lodewijk Faulhaber (1912–1951) est un joueur de football néerlandais, international indonésien, dont le poste était milieu de terrain.

## Biographie

### Club
On sait peu de choses sur sa carrière en club, sauf qu'il évoluait dans le club indonésien de Djocoja.

### International
Il fait partie de l'équipe des Indes néerlandaises (aujourd'hui l'Indonésie) qui dispute la coupe du monde 1938.
Lors de ce mondial, l'équipe indonésienne s'incline sur un score de 6 buts à 0 au 1er tour contre l'équipe de Hongrie, future finaliste de la compétition.